# Třebušín
Třebušín è un comune della Repubblica Ceca facente parte del distretto di Litoměřice, nella regione di Ústí nad Labem.

## Monumenti e luoghi d'interesse
- Castello di Třebušín